# 探險活寶 (第九季)
美國科學奇幻動畫劇集《探險活寶》第九季於2017年4月21首播，並於2017年7月21日完結。故事背景設定在「蘑菇戰爭」結束約一千年後的哇賽秘境，主角是人類男孩阿寶和能夠自由伸縮變形的老皮，兩人是好友和養兄弟。第九季主要講述了兩人在哇賽秘境的探險，以及與泡泡糖公主、冰霸王、艾薇爾、腫泡泡公主、嗶莫和火焰公主和草阿寶等人之間發生的故事。
故事板湯姆·赫皮奇、史蒂夫·沃夫哈德、勞拉·內茲格、格雷姆·福克、查曼·韋爾哈根、山姆·阿爾登、金瑞（Seo Kim）、索姆雷·瑟亞馮、漢娜·K·奈斯特倫、肯特·奧斯本、亞當·穆托和亞歷克斯·森瓦爾德創作。第九季同樣也有一部迷你劇集〈拯救哇賽秘境〉，講述阿寶、老皮、嗶莫回到哇賽秘境後發現整片大陸被四大元素瓜分，他們與冰霸王、貝蒂和腫泡泡公主一同試圖將大陸恢復過往。同樣特別邀請Alex and Lindsay Small-Butera和擔任製作。
該季以〈惡夢怪球〉為首集，僅獲得71萬觀眾的收視（比照上一季的結局〈島嶼大進擊：回歸〉的100萬觀眾收視，該季首映收視明顯下滑），且季終集〈真心換絕情〉的收視率也僅有85萬。該季同樣廣受積極的好評，迷你劇集〈拯救哇賽秘境〉在很大程度上受到好評。Lindsay Small-Butera憑藉擔任〈舊照片的回憶〉一集的製作，在第70屆黃金時段創意藝術艾美獎頒獎典禮上，獲得了黃金時段艾美獎的黃金時段艾美獎動畫節目最佳個人成就獎。2018年9月4日發行了包含整個季節的一組。第九季播出後曾發行數張DVD，收錄了其中部分集數。2018年9月4日美國首次發行了包含第八、九和十季內容的DVD套裝。而2018年12月19日澳大利亞首次發行單獨僅有第九季內容的DVD和藍光套裝。

## 集數
| 總集數 | 集數 （季） | 標題                                                    | 導演          | 編劇和分鏡創作                     | 首播日期      | 製作 代碼 | 美國收視人數 （百萬） |
| ------ | ----------- | ------------------------------------------------------- | ------------- | ---------------------------------- | ------------- | --------- | --------------------- |
| 253    | 1           | 惡夢怪球 Orb                                            | 伊莉莎白·伊托 | 亞歷克斯·森瓦爾德、亞當·穆托       | 2017年4月21日 | 1042-259  | 0.71                  |
| 254    | 2           | 拯救哇賽秘境1：驚奇巨變 Elements Part 1: Skyhooks       | 科爾·桑切斯   | 波莉·郭、山姆·阿爾登               | 2017年4月24日 | 1042-260  | 0.83                  |
| 255    | 3           | 拯救哇塞秘境2：甜蜜霸王戀 Elements Part 2: Bespoken For | 伊莉莎白·伊托 | 索姆雷·瑟亞馮、金瑞                | 2017年4月24日 | 1042-261  | 0.83                  |
| 256    | 4           | 拯救哇塞秘境3：冬之光 Elements Part 3: Winter Light     | 科爾·桑切斯   | 史蒂夫·沃夫哈德、勞拉·內茲格       | 2017年4月25日 | 1042-262  | 0.98                  |
| 257    | 5           | 拯救哇塞秘境4：豬怪雲雲 Elements Part 4: Cloudy         | 伊莉莎白·伊托 | 格雷姆·福克、肯特·奧斯本           | 2017年4月25日 | 1042-263  | 0.98                  |
| 258    | 6           | 拯救哇塞秘境5：黏黏國度 Elements Part 5: Slime Central  | 伊莉莎白·伊托 | 亞歷克斯·森瓦爾德、漢娜·K·奈斯特倫 | 2017年4月26日 | 1042-264  | 0.92                  |
| 259    | 7           | 拯救哇塞秘境6：火大戰鬥 Elements Part 6: Happy Warrior  | 科爾·桑切斯   | 波莉·郭、山姆·阿爾登               | 2017年4月26日 | 1042-265  | 0.92                  |
| 260    | 8           | 拯救哇塞秘境7：英雄心 Elements Part 7: Hero Heart       | 伊莉莎白·伊托 | 索姆雷·瑟亞馮、金瑞                | 2017年4月27日 | 1042-266  | 0.90                  |
| 261    | 9           | 拯救哇塞秘境8：原歸過往 Elements Part 8: Skyhooks II    | 科爾·桑切斯   | 史蒂夫·沃夫哈德                    | 2017年4月27日 | 1042-267  | 0.90                  |
| 262    | 10          | 變形老皮 Abstract                                       | 亞當·穆托     | 格雷姆·福克、勞拉·內茲格           | 2017年7月17日 | 1042-268  | 0.77                  |
| 263    | 11          | 舊照片的回憶 Ketchup                                    | 伊莉莎白·伊托 | 索姆雷·瑟亞馮、金瑞                | 2017年7月18日 | 1042-271  | 0.67                  |
| 264    | 12          | 山寨版寶妹 Fionna and Cake and Fionna                   | 伊莉莎白·伊托 | 亞歷克斯·森瓦爾德、漢娜·K·奈斯特   | 2017年7月19日 | 1042-269  | 0.69                  |
| 265    | 13          | 陰魔王再次回歸 Whispers                                 | 科爾·桑切斯   | 波莉·郭、山姆·阿爾登               | 2017年7月20日 | 1042-270  | 0.76                  |
| 266    | 14          | 真心換絕情 Three Buckets                                | 科爾·桑切斯   | 湯姆·赫皮奇、史蒂夫·沃夫哈德       | 2017年7月21日 | 1042-272  | 0.85                  |

## 家庭媒體
2018年7月3日，華納家庭娛樂在澳大利亞發行了迷你影集〈拯救哇賽秘境〉的獨立DVD套裝。

### 美國發行
2018年9月4日，在美國發行了包含第八、九和十季全集的DVD套裝。
| 探險活寶：最終季DVD套裝                                             |                                                                     |                                                                                  |                                                                                  |
| 套裝內容及格式                                                      | 套裝內容及格式                                                      | 特別收錄                                                                         | 特別收錄                                                                         |
| - 第八至十季 - 全部58集 - 1.78:1 寬高比 - 英文字幕 - 英語杜比立體聲 | - 第八至十季 - 全部58集 - 1.78:1 寬高比 - 英文字幕 - 英語杜比立體聲 | - Animatics - Song demoes - Character art gallery - Behind the scenes featurette | - Animatics - Song demoes - Character art gallery - Behind the scenes featurette |
| 發行日期                                                            |                                                                     |                                                                                  |                                                                                  |
| 區域1                                                               | 區域4                                                               | 區域A                                                                            | 區域B                                                                            |
| 2018年9月4日                                                        | TBA                                                                 | TBA                                                                              | TBA                                                                              |

### 澳大利亞發行
2018年12月19日，在澳大利亞發行了單獨僅有第九季全集的DVD套裝和藍光套裝。
| 探險活寶：第九季完整版                                 |                                                        |          |                |
| 套裝內容及格式                                         | 套裝內容及格式                                         | 特別收錄 | 特別收錄       |
| - 全部14集 - 1.78:1 寬高比 - 英文字幕 - 英語杜比立體聲 | - 全部14集 - 1.78:1 寬高比 - 英文字幕 - 英語杜比立體聲 | - TBA    | - TBA          |
| 發行日期                                               |                                                        |          |                |
| 區域1                                                  | 區域4                                                  | 區域A    | 區域B          |
| N/A                                                    | 2018年12月19日                                         | N/A      | 2018年12月19日 |